# Stefano Ticozzi
Stefano Ticozzi (Pasturo (Côme), 1762  - Milan, 1836) est  un historien de l'art italien.

## Biographie
Stefano Ticozzi de Pasturo près de Côme a été actif pendant la période de la  République cisalpine ; il a été préfet du Département du Piave.
Il est surtout connu grâce à son dictionnaire biographique sur les artistes actifs dans différents domaines dont l'intitulé est : Dizionario degli architetti, scultori, pittori, intagliatori in rame ed in pietra, coniatori di medaglie, musicisti, niellatori, intarsiatori d'ogni età e d'ogni nazione publié à Milan entre 1830 et 1833.
L'œuvre encyclopédique consiste en une compilation sélective de notices biographiques sur les artistes européens actifs depuis le XVe siècle jusqu'aux premières années XIXe siècle. Ces informations sont issues de précédents recueils biographiques. Il a été membre honoraire de l'Académie des beaux-arts de Carrare ainsi que de l'Athénée de Venise.

## Ouvrages
- (it) Storia dei letterati e degli artisti del Dipartimento della Piave, Francesco Antonio Tissi, 1813 (lire en ligne).
- (it) Vite dei pittori Vecellj di Cadore, Stella, 1817.
- (it) Dizionario dei pittori dal Rinovamento delle Belle Arti Fino al 1800, Vincenzo Ferrario, 1818 (lire Volume 1: A-L en ligne).
- (it) Lettera del sig. Stefano Ticozzi all'egregio pittore aretino signor Pietro Benvenuti intorno ad un ritratto di bella donna dipinto da Leonardo da Vinci ed ora posseduto in Milano dal sig. Pietro De Gregorys, Tipografia di commercio al Bocchetto, 1819.
- (it) Imparziali considerazioni di un filosofo musulmano sul governo de' Turchi e sul presente stato di Costantinopoli, coi tipi di Gio. Pirotta, 1821
- (it) Viaggi di messer Francesco Novello da Carrara signore di Padova e di Taddea sua consorte in diverse parti d'Europa, pubblicati ed illustrati da Stefano Ticozzi socio di varie accademie (2 tomes), Dalla Tipografia e Libreria Manini, 1823.
- (it) Storia cronologica di quaranta avvenimenti gli piu importanti della vita di Gesu Cristo e di Maria Vergine descritti da Stefano Ticozzi con rami relativi incisi a contorni tratti dalle piu celebri pitture delle scuole d'Italia, Editore P. Hugues, 1826.
- (it) I funesti consigli dell'ambizione : aneddoto storico, per Omobono Manini, 1830 env.
- (it) Dizionario degli architetti, scultori, pittori, intagliatori in rame ed in pietra, coniatori di medaglie, musaicisti, niellatori, intarsiatori d'ogni età e d'ogni nazione, Gaetano Schiepatti, 1830 (lire en ligne).